# Duncan Goodhew
Duncan Alexander Goodhew (ur. 27 maja 1957 w Marylebone) – brytyjski pływak. Dwukrotny medalista olimpijski z Moskwy w 1980.
Specjalizował się w stylu klasycznym, choć sukcesy odnosił również w stylu zmiennym. Brał udział w dwóch igrzyskach (IO 76, IO 80). W 1980, pod nieobecność części sportowców, w tym amerykańskich pływaków, triumfował na dystansie 100 metrów stylem klasycznym i sięgnął po brąz w sztafecie w stylu zmiennym. Był brązowym medalistą mistrzostw świata w 1978 (w sztafecie w stylu zmiennym) oraz mistrzostw Europy, ma w dorobku medale Igrzysk Wspólnoty Narodów.